# Titanic Symphony
Singles
Titanic Symphony est la troisième symphonie composée par Richard Kastle (en). Le thème émergent et le canevas musical qui en constituent la trame rectrice sont implicitement liés au naufrage du Titanic.

## Chronologie

### Ida’s Love Theme
Richard Kastle enregistre d’abord une ébauche préliminaire du 3e mouvement — Ida’s Love Theme — 
sous forme de réduction musicale pour piano seul, dont il annexe la version à son album Royce Concerto (en) sorti en 1992 et qu’il interprète au cours d’une tournée nationale aux États-Unis, aux côtés de l’acteur Jay Leno.
Cette première esquisse thématique fait spécifiquement référence à Ida Straus, née Rosalie Ida Blun, épouse d’Isidor Straus, qui aurait refusé de monter dans les canots de sauvetage lors du naufrage du Titanic, préférant rester aux côtés de son époux sur le navire en perdition, quitte à y mourir à ses côtés. Le couple, inséparable, était connu pour l’amour indéfectible qu’il se vouait l’un à l’autre. Ainsi, au moment d’embarquer dans la chaloupe no 8, Ida Straus aurait subitement renoncé à ce privilège, cédant sa place à d’autres femmes, tout en déclarant résolument à son mari : « Nous avons vécu de longues années ensemble… là où tu iras, j’irai ».

### Structuration thématique
L’œuvre est ensuite finalisée et se décline en quatre mouvements pour orchestre symphonique. 
Le premier mouvement s’initie avec le voyage inaugural du navire. Le naufrage lui-même n’intervient qu’en dernière partie. Le flux et reflux de l’océan ponctuent et imprègnent la structure et le rythme de cette œuvre initialement composée à Venice Beach, là où Richard Kastle a vécu jusqu’à la fin des années 1980. 

### Découpage de l’œuvre

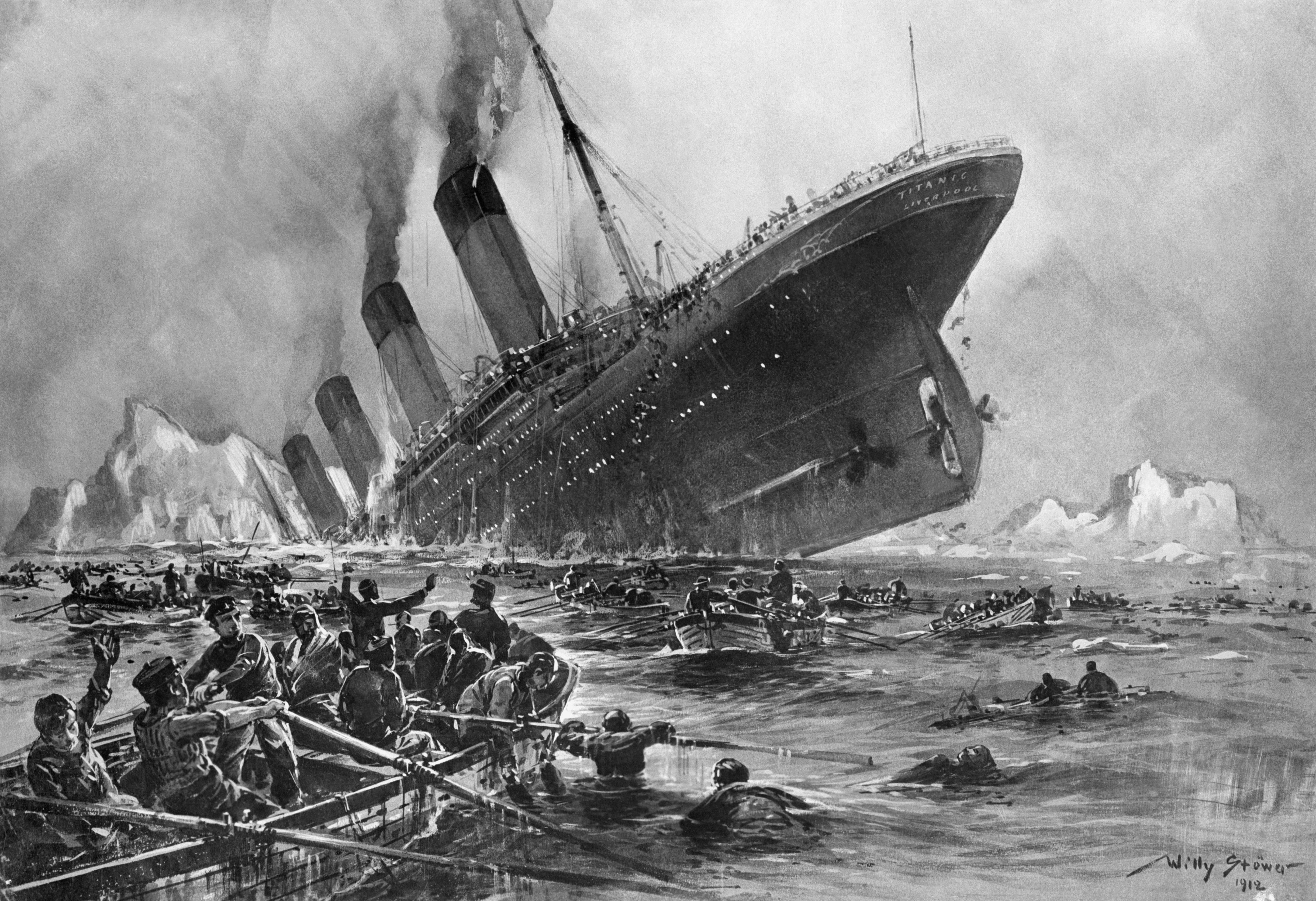
Le naufrage du Titanic, tel que dépeint par le peintre de marine allemand Willy Stöwer en 1912.

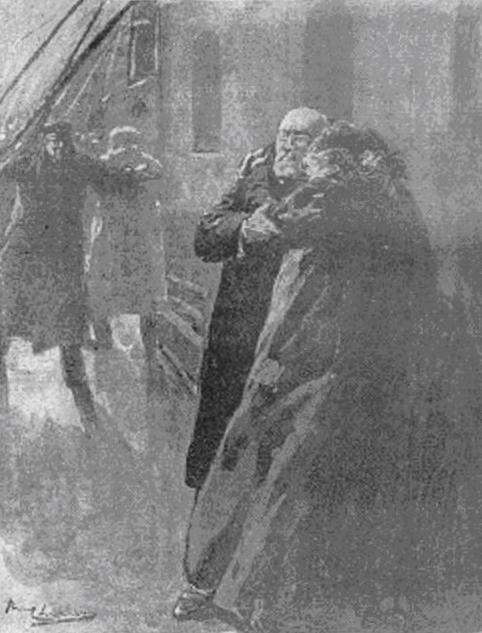
Dessin de Paul Thiriat, paru dans le quotidien français l’Excelsior du 20 avril 1912, représentant les derniers instants vécus par le couple Ida & Isidor Straus lors du naufrage du Titanic.

1. Her Maiden Voyage : « Le Voyage inaugural »
2. And the band played on… : « Et l’orchestre improvisa sur le thème de … »
3. Ida’s Love Theme : « Hommage à Ida »
4. The Sinking : « Le Naufrage »

### Première mondiale
Le 6 novembre 1999, « Titanic » Symphony est interprété en première mondiale à New York à la salle de concert Alice Tully Hall du Lincoln Center, sous la direction orchestrale du compositeur,. 